# ベン・スタイン
ベン・スタイン（Ben Stein、1944年11月25日 - ）は、アメリカ合衆国ワシントンD.C.生まれの俳優・声優・弁護士・批評家・エコノミスト・評論家・作家である。

## 来歴
多彩な才能を生かし、多くの肩書を持つスタインは1944年にアメリカワシントンD.C.に生まれる。父親であるハーブ・スタインはかつてリチャード・ニクソン大統領の側近としてホワイトハウスで働いていた。1961年にメリーランド州にあるモンゴメリー・ブレア高校を卒業。同級生にはジャーナリストのカール・バーンスタインがおり、2年下には女優のゴールディ・ホーンがいた。高校卒業後はコロンビア大学へ進学して経済学を専攻。抜群の成績で卒業した後にエール大学へ入学し、法学を専攻する。
大学を卒業後は、コネチカット州とワシントンD.C.での国選弁護士を経て、連邦取引委員会の法廷弁護士へ就任。また非常勤講師としてアメリカン大学やカリフォルニアの大学で教鞭を取り、ペパーダイン大学法学部では教授も務めた。作家としても頻繁に著書を出版しているほか、ウォールストリート・ジャーナルやニューヨーク・タイムズ、ペントハウス誌などの大御所刊行物にコラムも寄せている。その後スタインは父同様に政界へも進出し、リチャード・ニクソン大統領とジェラルド・R・フォード大統領のスピーチライター、弁護士としても働いた。

## 俳優への転身
申し分ないキャリアを築いたスタインだったが、ハリウッドのコンサルタントとして働いたことをきっかけに俳優業へ転身。1986年に製作されたマシュー・ブロデリック主演の『フェリスはある朝突然に』でステインは主人公の通う高校の根暗な政経教師を演じる。俳優としてのキャリアのスタートだった。その後もそのアクが強い個性を活かして数多くの映画・テレビドラマに出演。それが幸いして本国アメリカでは、俳優としての顔が有名になっている。単調で無表情なキャラクターに扮することが多く、独特な声を活かして声優としても活躍。
1997年からはケーブルチャンネルのコメディ・セントラルにて『Win Ben Stein's Money』というタイトルのレギュラー番組を持ち、クイズ番組の司会者も務めた。ちなみにこの番組はエミー賞にノミネートされ、“Outstanding Game Show Host”という名目でスタイン自身、賞を獲得した。
2008年に製作されたドキュメンタリー映画『インテリジェント・デザイン (原題：Expelled: No Intelligence Allowed)』では脚本およびホストを担当。進化論を批判した内容になっており、全米公開時には興行成績がトップ10入りする成績を残した。
現在、ご意見番として多くの雑誌記事やテレビ番組にその名前が登場しており、時として時事ネタに対して辛口なコメントを載せている。

## 出演作品

### 映画
- ワイルド・ライフ The Wild Life (1984)
- フェリスはある朝突然に Ferris Bueller's Day Off (1986)
- 大災難P.T.A. Planes, Trains & Automobiles (1987)
- ゴーストバスターズ2 Ghostbusters II (1989)
- ソープディッシュ Soapdish (1991)
- ハネムーン・イン・ベガス Honeymoon in Vegas (1992)
- わんぱくデニス Dennis the Menace (1993)
- マイ・ガール2 My Girl 2 (1994)
- ノース 小さな旅人 North (1994)
- マスク The Mask (1994)
- リッチー・リッチ Ri¢hie Ri¢h (1994)
- キャスパー Casper (1995)
- マイアミ・ラプソディー Miami Rhapsody (1995)
- キャスパー - 誕生編 - Casper: A Spirited Beginning (1997)
- Osmosis Jones (2001)　声の出演
- マスク2 Son of the Mask (2005)
- 追放―インテリジェンスは許されない Expelled: No Intelligence Allowed (2008)

### テレビドラマ
- 素晴らしき日々 The Wonder Years (1989-1991)
- 冒険野郎マクガイバー MacGyver (1991)
- メルローズ・プレイス Melrose Place (1993)
- フルハウス Full House (1993)
- ハリウッド・ナイトメア Tales from the Crypt (1995)
- 新スーパーマン Lois & Clark: The New Adventures of Superman (1995)
- となりのサインフェルド Seinfeld (1997)
- TVキャスター マーフィー・ブラウン Murphy Brown (1997)

### テレビアニメ
- アニマニアックス Animaniacs (1993)
- Freakazoid! (1995)
- Earthworm Jim (1995-1996)
- Duckman: Private Dick/Family Man (1996-1997)
- 101匹わんちゃん 101 Dalmatians: The Series (1997)
- サンタvsスノーマン Santa vs. the Snowman (1997)　声の出演
- ヘラクレス Hercules (1998)
- ラグラッツ Rugrats (1998)
- ピンキー&ブレイン Pinky and the Brain (1998)
- Wakko's Wish (1999)
- Pinky, Elmyra & the Brain (1999)
- ジミー・ニュートロン 僕は天才発明家! The Adventures of Jimmy Neutron: Boy Genius (2002)
- ファミリー・ガイ Family Guy (2003, 2009)
- キング・オブ・ザ・ヒル King of the Hill (2004)

### テレビ番組
- Win Ben Stein's Money (1997-2002)　司会

### ビデオゲーム
- Toonstruck (1996)

### 脚本
- インテリジェント・デザイン Expelled: No Intelligence Allowed (2008)

## 著書
- あなたもマーケットタイミングは読める!―リスク回避型の保守的長期投資家のためのバイブル　（ウィザードブックシリーズ）